# Lock-in-Effekt
Unter Lock-in-Effekt (englisch lock in, „einschließen“ oder „einsperren“) versteht man generell in den Wirtschaftswissenschaften und speziell im Marketing die enge Kundenbindung an Produkte/Dienstleistungen oder einen Anbieter, die es dem Kunden wegen entstehender Wechselkosten und sonstiger Wechselbarrieren erschwert, das Produkt oder den Anbieter zu wechseln. Auch im Steuerrecht wird der Begriff verwendet.

## Allgemeines
Der Lock-in-Effekt ist sowohl eine Marktstrategie als auch eine Marketingstrategie. Er gilt als technisch-funktionale Kundenbindung, weil Produkt- oder Servicekomponenten nur über einen Hersteller bezogen werden können oder komplementäre Produkte nur gemeinsam Nutzen stiften. Oft besteht durch drohende Wechselkosten auch eine ökonomische Kundenbindung. Als sein Erfinder gilt John D. Rockefeller, der um 1870 gegenseitige technisch-physikalische Abhängigkeiten von Produkten ausnutzte, als er Petroleumlampen in China verkaufte, wodurch er ein Petroleummonopol erreichte. Seine Lampen brannten nur mit dem von ihm verkauften Petroleum, so dass er gleichzeitige Umsatzsteigerungen bei beiden Produkten erzielen konnte. Im Jahre 1902 entwickelte King Camp Gillette Rasiergeräte und verkaufte zugleich die von ihm patentierten Einweg-Rasierklingen. Die Abhängigkeit war lukrativ, denn Einweg-Produkte mit Dauerbedarf sicherten eine konstante Nachfrage. Robert Crandall von American Airlines übertrug 1981 den Effekt auf seine Branche, als er das Vielfliegerprogramm einführte. Er hatte erkannt, dass 40 % des Umsatzes von lediglich 5 % der Kunden erbracht wurde.
Zwar impliziert der Lock-in-Begriff, dass die Aktivitäten zur Kundenbindung vom Hersteller ausgehen, doch kann sie auch vom Kunden selbst durch Präferenz des Anbieter oder dessen Produkt ausgelöst werden.

## Wechselbarrieren
Ziel des Anbieters ist es, seine Kunden zwecks Gewinnmaximierung durch technische, physikalische oder sonstige Abhängigkeiten an das Unternehmen oder Produkt zu binden. Diese Kundenbindung führt dazu, dass Kunden ein Wechsel zu anderen Anbietern oder Produkten erschwert oder gar unmöglich gemacht wird. Der Grund hierfür sind die bei einem Wechsel auftretenden Hindernisse, die aus den quantifizierbaren Wechselkosten und sonstigen Wechselbarrieren bestehen können. Zu letzteren gehören bei Komplementärgütern deren gegenseitige technische oder physikalische Abhängigkeiten (etwa DVD-Player und DVD, Betriebssystem und Computer). Für alle Komplementärgüter gilt, dass sich ein Systemwechsel nicht lohnt, wenn die Wechselkosten den durch einen Systemwechsel entstehenden Grenznutzen übersteigen würden. Psychische Wechselbarrieren sind Gewöhnung und persönliche Präferenzen des Kunden (Kundenzufriedenheit). Es gibt Wechselkosten, die von Unternehmen selbst bestimmt werden, um einen Wechsel des Anbieters zu erschweren (etwa Anschlussgebühren, Vertragsstrafen, Mengenrabatte) und Wechselkosten, die erst beim Wechsel auf andere Anbieter oder Produkte entstehen (etwa Notargebühren bei der Übertragung von Grundpfandrechten im Rahmen einer Kreditablösung). Wechselkosten lassen sich von Seiten der Anbieter gezielt einsetzen, um die Nachfrager an das eigene Produkt zu binden und Markteintrittsbarrieren aufzubauen. Die Höhe der Wechselkosten bestimmt das Ausmaß eines Lock-in-Effekts.

## Strategie
Verbraucher werden durch finanzielle Investitionen in bestimmte Produkte (etwa Betriebssystem bzw. Laufzeitumgebung) oder durch zeitliche Investitionen (etwa Versicherungsmakler, der die persönliche Situation durch langjährige Zusammenarbeit kennt) an einen Anbieter oder an eine Anbietergruppe gebunden. Dies bewirkt eine als Vendor-Lock-in bezeichnete Herstellerabhängigkeit.
Ziel des Anbieters ist es daher, dass der Kunde den Nutzen eines Produktes höherwertiger als die Lock-in-Kosten wahrnimmt. Deshalb versucht der Anbieter z. B. durch Personalisierungsmöglichkeiten und Rabattangebote den Kundennutzen in dem Maße zu steigern, dass er sich dennoch „freiwillig“ in die Lock-in-Situation begibt. Die Anbieter können einen künstlichen Lock-in-Effekt auch dort bewirken, wo normalerweise keiner existiert, indem sie Bonus- oder Loyalitätspunkte verschenken. Beispiele sind Rabattmarken, Bonusmeilen, bestimmte Kreditkarten- und Telefonieangebote, die alle nur bei der ursprünglichen Firma verwendet werden können und beim Wechsel zu einem Konkurrenten verfallen. Gerade im Online-Sektor ist aufgrund der großen Konkurrenz und der Markttransparenz der Aufbau von Wechselbarrieren schwieriger und ohne entsprechende nutzenstiftende Maßnahmen kaum durchzusetzen. Der Kunde kann von dieser Konstellation ggf. sogar profitieren.

## Ursachen
- vertragliche Bindung: Ein Teilnehmer wird durch eine Vertragsvereinbarung gebunden; bei Nichteinhaltung droht eine Vertragsstrafe.
- Training und Lernen: Der Kunde baut ein produkt- oder technologiespezifisches Wissen auf. Im Falle eines Wechsels wäre dieser Lernprozess zu wiederholen. Der zu betreibende Lernaufwand ist vergleichbar groß, sodass die Wechselbarrieren entsprechend hoch liegen.
- Suchkosten: Beim Verlassen eines Systems entstehen Suchkosten, welche der Teilnehmer jedoch vermeiden will.
- Loyalty costs:  Ein Spielteilnehmer kann Vergünstigungen aus einem Standard verlieren, wenn er diesen verlassen will.
- Die Individualisierung von Produkten hinsichtlich der Wünsche des Kunden vertieft die Beziehung zwischen den Geschäftspartnern. Je mehr spezifische Investitionen ein Kunde leistet, desto höher steigen die Wechselkosten. Der Wechsel zu einem Konkurrenzprodukt wird immer unwahrscheinlicher.
- Es kann eine unmittelbare Abhängigkeit von komplementären Produkten gegeben sein. Beispielsweise verkauft der Hersteller eines medizinischen Gerätes den Computer zur Datenverarbeitung gleich mit; ein Standardgerät kann hingegen wegen Modifikationen der Schnittstelle nicht eingesetzt werden.
- Ausgehend vom spezifischen Wissen, entsteht ein Gewöhnungseffekt des Kunden gegenüber dem Produkt oder dem Anbieter. Die Bequemlichkeit hier Änderungen nicht in Kauf nehmen zu wollen, führt ebenfalls zum Lock-in.

## Modellierung
Die Spieltheorie modelliert Lock-in-Effekte als das Gebundensein eines Spielers in einem System, obwohl daneben ein überlegenes System existiert. Gebunden bedeutet dabei, dass der Wechsel von einem unterlegenen Standard in eine überlegene Form nur mit einem außerordentlich hohen Aufwand möglich ist. Der Spielteilnehmer sollte vor der Bindung an ein System mögliche Alternativen recherchieren und die kritische Masse von möglichen Substituten in Betracht ziehen.

## Beispiele

### Rasierklingen
Der erste große kommerzielle Erfolg nach diesem Lock-in-Modell war im Jahre 1902 der Gillette-Rasierer von King C. Gillette. Statt der damals üblichen Rasiermesser, die nachgeschärft werden konnten, verkaufte Gillette einen patentierten Klingenhalter, zu dem wegwerfbare Sicherheitsklingen passten, die billig herzustellen waren und mit hoher Marge dauerhaft an die Besitzer der Klingenhalter verkauft werden.

### Kreditinstitute
Das Kreditgeschäft der Kreditinstitute, insbesondere wenn Kreditsicherheiten bestellt sind, erschwert einen Wechsel der Kreditnehmer zu anderen Kreditinstituten. Es handelt sich um sachliche Präferenzen, die den Kunden am Wechsel hindern können. Bei Festzinsen bestehen während der Zinsbindungsfrist gravierende Hemmnisse durch eine drohende Vorfälligkeitsentschädigung (Wechselkosten), nach Ablauf der Zinsbindungsfrist kann es bei Anschlussfinanzierungen immer noch Hürden geben, weil der neue Kreditgeber zunächst zur Kreditwürdigkeitsprüfung verpflichtet ist und mit einer Absage einen Wechsel verhindern kann (sonstige Wechselbarriere). Kreditsicherheiten (etwa Grundpfandrechte) lösen bei ihrer Übertragung auf einen anderen Kreditgeber Wechselkosten aus.

### Krankenversicherungen
Private Krankenversicherungen versuchen, einen Teil der für den Versicherten angesparten Rückstellungen (Alterungsrückstellung) für sich zu behalten, wenn er zu einer anderen Versicherung wechseln möchte. Es wird versucht, die Kosten des Versicherungsnehmers bei einem Wechsel der Versicherung für ihn möglichst hoch werden zu lassen. Der Wettbewerb der Versicherungen kann sich damit auf junge Menschen konzentrieren.

### Kameras
Die Fotoindustrie bietet ein gutes Beispiel für Lock-in-Methoden. Bei vielen Fotoapparaten können die Objektive ausgewechselt werden. Die Objektive sind ein wichtiger Zusatz zur Kamera und kosten oft mehr als das Kameragehäuse selbst. Seit mindestens den 1930er Jahren haben die Hersteller die Befestigungssysteme der Wechselobjektive patentiert. Dies stellte sicher, dass der Kamerahersteller während der Dauer des Patents ein Monopol auf Objektivverkäufe hatte. Zusätzlich ist in auswechselbare Objektive seit 1989 häufig Elektronik eingebaut. Die Hersteller bemühen sich um Lock-in auch außerhalb des Patents, indem sie notwendige Informationen nicht freigeben und Konkurrenten entweder dafür Lizenzgebühren entrichten oder die Informationen selber herausfinden müssen. Dasselbe wird mit anderen Kamerazubehörteilen wie z. B. Akkus getan, so dass ein Wechsel der Marke häufig eine komplizierte und kostspielige Angelegenheit ist.
Eine ähnliche Vorgehensweise wurde kurzzeitig im Bereich der Digitalkameras durch Sony mit dem verwendeten Speichermedium versucht: Der Memory Stick war ein proprietärer Flash-Speicher, dessen Spezifikationen durch Sony nicht veröffentlicht wurden. Die Speichermedien waren bei vergleichbarer Kapazität zwei- bis dreimal so teuer wie Produkte anderer Standards. Beim Wechsel der Digitalkamera zu einem anderen Hersteller waren auch die Speichermedien nicht weiter verwendbar. Die Situation änderte sich erst, als kompatible Produkte auf dem Markt erschienen.

### Computer
Vendor-lock-in ist bei den Computer- und Elektronikindustrien ausgeprägt und hängt meist mit der Kompatibilität der Elemente zusammen. In der Computerindustrie wird sowohl bei Hardware als auch Software versucht, die Interoperabilität auf allen Stufen zu behindern: bei proprietären Betriebssystemen, Anwendungsprogrammen und Dateiformaten. Bei Betriebssystemen und Mikroprozessoren gibt es jeweils einen deutlich dominanten Hersteller, der Monopolstellung erreichen kann. Die Behinderung ist selten absolut, sondern gerade so hoch, dass der Kunde einen Vorteil hat, wenn er die Produktpalette des Anbieters bevorzugt.
Häufig erfolgt dies mittels der „Embrace, Extend and Extinguish“ genannten Strategie.

### Microsoft Windows
Die Europäische Kommission zitiert in ihrer am 24. März 2004 veröffentlichten Entscheidung über Microsofts Geschäftspraktiken im Absatz 463 Microsofts Manager für C++-Entwicklung Aaron Contorer aus einer internen Microsoft-Notiz für Bill Gates vom 21. Februar 1997:
"The Windows API is so broad, so deep, and so functional that most ISVs would be crazy not to use it. And it is so deeply embedded in the source code of many Windows apps that there is a huge switching cost to using a different operating system instead…"
„Die Windows-API ist so breit, so tief und so funktional, dass die meisten unabhängigen Softwarehersteller verrückt sein müssten, um sie nicht zu benutzen. Außerdem ist sie so tief in den Quelltext vieler Windows-Anwendungen integriert, dass es hohe Wechselkosten gäbe, wenn man stattdessen ein anderes Betriebssystem verwenden wollte.“
"It is this switching cost that has given the customers the patience to stick with Windows through all our mistakes, our buggy drivers, our high TCO, our lack of a sexy vision at times, and many other difficulties […] Customers constantly evaluate other desktop platforms, [but] it would be so much work to move over that they hope we just improve Windows rather than force them to move."
„Es sind die Wechselkosten, die den Kunden die Geduld gaben, bei Windows zu bleiben trotz all unseren Fehlern, unseren fehlerhaften Treibern, unseren hohen Gesamtbetriebskosten, unserem Mangel an einer sexy Vision hin und wieder und vielen anderen Schwierigkeiten … Kunden probieren ständig andere Desktopplattformen, aber es würde so viel Arbeit machen, zu wechseln, dass sie hoffen, dass wir einfach Windows verbessern, anstatt sie zu zwingen zu wechseln.“
"In short, without this exclusive franchise called the Windows API, we would have been dead a long time ago."
„Kurzgesagt, ohne die exklusiven Franchiserechte, die sich Windows-API nennen, wären wir schon lange tot.“
Ein anderes Beispiel ist das österreichische Wienux-Projekt, welches zum Ziel hatte, das Microsoft-Windows-Betriebssystem durch ein KDE-System mit Debian-Linux-Basis zu ersetzen. Weil jedoch die von Microsoft entwickelte Lernsoftware „Schlaumäuse“, welche dem Spracherwerb in Kindergärten dienen soll, nur den Internet Explorer unterstützt, wurde schon allein damit begründet, drei Viertel der bereits zu Linux migrierten Rechner wieder auf Windows umzustellen. Die „Microsoft-Schlaumäuse-Initiative“ wurde in Österreich im September 2006 begonnen, während das Wienux-Projekt bereits 2005 begann. München dagegen plante bereits 2003, mit Hilfe von LiMux Kosten in der Stadtverwaltung einzusparen, und führte das Projekt zunächst trotz einiger Probleme konsequent durch. Dafür waren jedoch teure Umschulungsmaßnahmen sowie eine neue Strategie der Softwarebeschaffung nötig. So wurde auf browserbasierte Software und ein selbstprogrammiertes Vorlagensystem namens WollMux gesetzt. Ende November 2017 wurde vom Münchener Stadtrat beschlossen, das Projekt zu beenden und alle Rechner bis zum Jahr 2020 auf Windows umzustellen. Der Stadtrat beschloss im Mai 2021 die Rück-Rückkehr zu Linux.

### Apple
Bis März 2009 waren Musikdateien auf der Grundlage von DRM, verschlüsselt mit Advanced Audio Coding, im iTunes Store erhältlich. Diese Dateien konnten nur im Apple-iTunes-Mediaplayer auf Macintosh und Windows und wenigen weiteren Geräten abgespielt werden. Nachdem im September 2005 ein US-Distrikt-Gericht hierin eine Monopolstellung von Apple erkannte, entschlossen sich im Januar 2009 die Major-Labels zur Entfernung des DRM-Formats.

### Landwirtschaft
Komplettpakete für den landwirtschaftlichen Ackerbau mit aufeinander abgestimmten und voneinander abhängigen transgenetisch modifizierten und somit patentierbaren Pflanzen, Schädlingsbekämpfungsmitteln, Unkrautvertilgern und Düngemitteln binden Landwirte an Hersteller agrarischer Vorprodukte. Mit der Terminator-Technologie (ein genetisches Verfahren zur Anwendungsbeschränkung) wird versucht, Bauern die Möglichkeit zur Produktion eigenen Saatgutes zu nehmen.

### Kaffeemaschinen
Seit der Einführung von Kaffeepads/Kapseln im Jahre 1986 haben Anbieter solcher Systeme die Möglichkeit einer „Community-Bildung“ durch den Lock-in eines Maschinenkäufers in einen speziellen Pad- bzw. Kapsel-Standard. Die Bindung der Maschine an einen Pad-/Kapselstandard zwingt den Kunden dazu, die zugehörigen Pads oder Kapseln beim selben Hersteller zu erwerben. Er ist somit von der Preissetzung des Pad-/Kapselanbieters abhängig.

### Die QWERTY/QWERTZ-Tastaturbelegung
Früher hatten mechanische Schreibmaschinen das Problem, dass sich beim Schreiben die am häufigsten benutzten Typen ineinander verhakten. 1873 wurde von Christopher Latham Sholes eine Anordnung der Buchstaben auf der Schreibmaschine entwickelt, bei welcher das Verhaken selten auftrat. Es entstand die Tastaturbelegung mit der sogenannten QWERTY-Tastatur. Diese Anordnung wurde mittels der Massenproduktion von Schreibmaschinen im Jahre 1904 durch das Unternehmen Remington Sewing Machine Company weit verbreitet und so zum Industriestandard. Mit der Entwicklung von elektrischen Schreibmaschinen war die QWERTY-Belegung nicht mehr notwendig. Ingenieure entwickelten Tastenanordnungen, welche für die Schreibkraft eine Zeitersparnis von 5 bis 10 Prozent ergeben hätten. Der Standard der QWERTY-Anordnung war jedoch bereits so weit verbreitet, dass sich der neue Standard nicht durchsetzte, da das Umlernen der Schreibkräfte mit einigem Aufwand verbunden gewesen wäre. Das verbesserte System hat sich demnach nicht durchgesetzt. Ergonomische Tastaturbelegungen sind unter anderem im Artikel Tastaturbelegung#Probleme mit Alternativbelegungen zu finden.

### Arbeitsverhältnis
Lock-in-Effekte treten auch im Arbeitsverhältnis zwischen Arbeitgeber und Arbeitnehmer auf, sofern mindestens ein Vertragspartner im Vorfeld Kosten aufbringen oder sonstige Maßnahmen ergreifen muss, um den anderen Vertragspartner an sich zu binden (z. B. Arbeitssuche- und Einstellungskosten, Unkündbarkeit). Die Beendigung des Arbeitsverhältnisses wird dadurch den Vertragspartnern erschwert oder gar unmöglich gemacht.

### Wohnungsmarkt
Auf dem Immobilien- und Wohnungsmarkt können Lock-in-Effekte auftreten, da gerade in angespannten Wohnungsmärkte neue Verträge gegenüber Bestandsmieten deutlich höhere Mietbeträge aufweisen. Damit greifen Mieter vielfach nicht auf Angebote zurück, die sich andernfalls besser für die eigene Lebenssituation eignen würden. Beispielsweise verharren junge Familien in der Wohnung des ursprünglich kinderlosen Paars; Senioren dagegen verbleiben trotz größerem Instandhaltungsaufwand auch nach Verwitwung in Haus oder größerer Wohnung (Remanenzeffekt). Als mögliche Auswege werden Anreize oder Vorschriften zum Wohnungstausch wie proaktive Vermittlungsbörsen samt Umzugsdiensten erachtet.

## Steuerrecht
Lock-in-Effekte (deutsch „Sperreffekte“) gibt es auch im Steuerrecht. Sie liegen vor, wenn Mittel aus Gründen der Steuervermeidung in einer Investition eingeschlossen bleiben. Beispiel ist vor allem die international übliche Besteuerung von Veräußerungsgewinnen. Der zwischen niedrigerem Kaufpreis und höherem aktuellem Marktpreis liegende latente Gewinn ist zu versteuern, wenn das Wirtschaftsgut veräußert und damit der Gewinn realisiert wird. Um die Besteuerung zu vermeiden, wird das Gut oft jedoch nicht veräußert, bis bestimmte Fristen erreicht sind, nach deren Ablauf der Veräußerungsgewinn nicht mehr steuerpflichtig ist.  
- Besteuerung stiller Reserven nach § 6b Abs. 1 EStG: Die Bundesregierung stellte im Juni 1964 fest: „Der Zugriff der Gewinnsteuern auf die Veräußerungsgewinne hat zu einer weitgehenden Stagnation des Veräußerungsverkehrs nicht nur von Grundstücken, sondern auch von Beteiligungen und sonstigen Anlagen mit langfristiger Anlagedauer geführt, soweit diese Anlagegüter zum Betriebsvermögen gehören.“[24] Ein Standortwechsel von Betrieben würde demnach unterbleiben, wenn die betriebswirtschaftlichen Vorteile aus dem Standortwechsel geringer sind als die damit verbundenen Kosten, zu denen auch die Steuern zu rechnen sind.
- Bei privaten Veräußerungsgeschäften hat der Gesetzgeber den Lock-in Effekt gemäß § 23 EStG auf eine Veräußerungsfrist von zehn Jahren (Grundstücke und grundstücksgleiche Rechte) und bei beweglichen Wirtschaftsgütern auf ein Jahr zwischen Anschaffung und Veräußerung begrenzt.
- Die so genannte Thesaurierungsbegünstigung ist ebenfalls ein Lock-in-Effekt. Sind nach § 34a Abs. 1 EStG in dem zu versteuernden Einkommen nicht entnommene Gewinne aus Land- und Forstwirtschaft, Gewerbebetrieb oder selbständiger Arbeit enthalten, ist die Einkommensteuer für diese Gewinne auf Antrag des Steuerpflichtigen ganz oder teilweise mit einem ermäßigten Steuersatz von 28,25 % zu berechnen.

Verharrt ein Investor aufgrund eines Transaktionshemmnisses in der bestehenden Investition, obwohl die Rentabilität einer alternativen Investition höher ist (Lock-in Effekt), sind Markttransaktionen gestört. Die bei einem Veräußerungsgeschäft anfallenden Steuern stellen Transaktionskosten dar.